# 렌트 (영화)
렌트(Rent)는 미국에서 제작된 크리스 콜럼버스 감독의 2005년 드라마, 뮤지컬, 멜로/로맨스 영화이다. 로사리오 도슨 등이 주연으로 출연하였고 마이클 바네이단 등이 제작에 참여하였다.

## 출연

### 주연
- 로사리오 도슨
- 타이 딕스
- 윌슨 저메인 헤르디아
- 제시 L. 마틴
- 이디나 멘젤
- 아담 파스칼
- 안소니 랩
- 트레이시 톰스

### 조연
- 아론 로어
- 사라 실버맨
- 웨인 윌콕스
- 애나 데버 스미스
- 다릴 에드워즈

## 제작진
- 원작자: 조나단 라슨
- 공동제작: 줄리 앤 라슨
- 공동제작: 줄리 맥콜럼
- 미술: 하워드 커밍스
- 의상: 애기 구어럴드 로저스
- Ass-PD: 파울라 두프리 페스만
- Ass-PD: 제프리 핸슨
- 배역: 버나드 텔시

## 같이 보기
- 크리스마스 영화 목록